# Craig Roberts
Craig Haydn Roberts (Maesycwmmer, 21 gennaio 1991) è un attore, regista e sceneggiatore britannico.

## Biografia
Nato a Maesycwmmer, in Galles, figlio di Alison e Haydn Roberts. Ha una sorella, Chelsea, e due sorellastre, Natalee e Angharad. Ha studiato alla Lewis School Pengam, a Pengam in Caerphilly. Inizia la sua carriera recitando in alcuni film per la televisione, successivamente prende parte alle serie televisive The Story of Tracy Beaker e Young Dracula. Inizia a farsi conoscere grazie al ruolo da protagonista nel film Submarine, diretto da Richard Ayoade. Nel 2011 è apparso nella serie televisiva britannica Being Human e ha partecipato alla web serie spin-off Becoming Human.
Nel 2012 appare, assieme a Winona Ryder nel videoclip dei The Killers Here with Me, diretto da Tim Burton. Nel 2013 viene diretto nuovamente da Richard Ayoade in The Double, dove recita al fianco di Jesse Eisenberg. Nel 2014 prende parte alle commedie hollywoodiane 22 Jump Street e Cattivi vicini. È apparso nel videoclip per il singolo Show Me the Wonder dei Manic Street Preachers e ha diretto il videoclip Avocado, Baby per i Los Campesinos!. Nel 2015 debutta alla regia con il film Just Jim, di cui è anche interprete e sceneggiatore. Nello stesso anno è protagonista della serie televisiva Red Oaks, prodotta da Amazon Studios. Nel 2018 affianca Vanessa Hudgens nel film Nei panni di una principessa.

## Filmografia

### Attore

#### Cinema
- Submarine, regia di Richard Ayoade (2010)
- Jane Eyre, regia di Cary Fukunaga (2011)
- Red Lights, regia di Rodrigo Cortés (2012)
- The First Time, regia di Jon Kasdan (2012)
- Comes a Bright Day, regia di Simon Aboud (2012)
- Il sosia - The Double (The Double), regia di Richard Ayoade (2013)
- The Power Inside, regia di Will Speck e Josh Gordon (2013)
- Io vengo ogni giorno (Premature), regia di Dan Beers (2014)
- Cattivi vicini (Neighbors), regia di Nicholas Stoller (2014)
- 22 Jump Street, regia di Phil Lord e Chris Miller (2014)
- Just Jim, regia di Craig Roberts (2015)
- Kill Your Friends, regia di Owen Harris (2015)
- Altruisti si diventa (The Fundamentals of Caring), regia di Rob Burnett (2016)
- Edison - L'uomo che illuminò il mondo (The Current War), regia di Alfonso Gomez-Rejon (2017)
- Nei panni di una principessa regia di Mike Rohl (2018)
- Tolkien, regia di Dome Karukoski (2019)
- Horrible Histories: The Movie - Rotten Romans, regia di Dominic Brigstocke (2019)

#### Televisione
- The Story of Tracy Beaker – serie TV, 36 episodi (2005-2006)
- Young Dracula – serie TV, 27 episodi (2006-2008)
- Casualty – serie TV, 2 episodi (2005-2008)
- Being Human – serie TV, 2 episodi (2011-2012)
- Becoming Human – web serie, 8 episodi (2011)
- Storie in scena (Playhouse Presents) – serie TV, 1 episodio (2013)
- Skins – serie TV, 2 episodi (2013)
- Red Oaks – serie TV, 26 episodi (2015-2017)

### Videoclip
- Here with Me - The Killers (2012)
- Show Me the Wonder - Manic Street Preachers (2013)

### Regista
- Avocado, Baby - videoclip dei Los Campesinos! (2013)
- Just Jim (2015)
- Bellezza infinita (Eternal Beauty) (2019)
- La leggenda del Green (The Phantom of the Open) (2021)

### Sceneggiatore
- Just Jim, regia di Craig Roberts (2015)
- Bellezza infinita (Eternal Beauty), regia di Craig Roberts (2019)

## Doppiatori italiani
Nelle versioni in italiano delle opere in cui ha recitato, Craig Roberts è stato doppiato da:
- Alessio Puccio in Jane Eyre, Skins, Altruisti si diventa, Tolkien
- Flavio Aquilone in Red Lights
- Alex Polidori in Io vengo ogni giorno
- Federico Campaiola in Red Oaks
- Daniele Giuliani in Cattivi vicini